# L'Étrange Festival Lyon 2008
L'Étrange Festival Lyon 2008 est la première édition de L'Étrange Festival Lyon qui sera nommé Les Hallucinations collectives trois années plus tard. Le festival s'inspire de ceux déjà existant à Paris (créé en 1993), Strasbourg, Caen ou Clermont-Ferrand.

## Déroulement et faits marquants
La première édition du festival a eu lieu du mercredi 26 au dimanche 30 mars 2008,,.
4 avant-premières sont présentées ainsi qu'une thématique principale « Coruptio » qui s’intéresse à la corruption de l’innocence.
Le public du festival est convié à voter pour remettre le prix du meilleur film lors de la première compétition de court métrage internationale.
Les projections sont effectuées dans les salles numéros 2 et 4 du cinéma Le Comœdia.

### Projections
| Titre                                                         | Réalisateur(s)        | Année            | Pays               |
| Film d'ouverture                                              | Film d'ouverture      | Film d'ouverture | Film d'ouverture   |
| ------------------------------------------------------------- | --------------------- | ---------------- | ------------------ |
| Metal Brutal (14 min 40 s)                                    | Stan & Vince          | 2007             | France             |
| Teeth                                                         | Mitchell Lichtenstein | 2007             | États-Unis         |
| Longs métrages en avant-premières                             |                       |                  |                    |
| Los Cronocrímenes                                             | Nacho Vigalondo       | 2007             | Espagne            |
| All the Boys Love Mandy Lane                                  | Jonathan Levine       | 2007             | États-Unis         |
| Courts métrages en compétition                                |                       |                  |                    |
| Musicothérapie (5 min 3 s)                                    | Clément Picon         | 2007             | France             |
| De l’Amort (6 min)                                            | Johanna Vaude         | 2006             | France             |
| Bloody Current Exchange (10 min 47 s)                         | Romain Basset         | 2007             | France             |
| Lisa (19 min 26 s)                                            | Lorenzo Recio         | 2007             | France             |
| Berni’s doll (11 min)                                         | Yann Jouette          | 2007             | France             |
| SNIP (11 min 25 s)                                            | Julien Zenier         | 2007             | France             |
| Pervsan (9 min)                                               | Allan Tirloy          | 2007             | France             |
| Le devoir (7 min 33 s)                                        | Ariane Lippens        | 2007             | Belgique           |
| Corruption « Ne nous soumettez pas à la tentation »           |                       |                  |                    |
| Justine de Sade                                               | Claude Pierson        | 1972             | France             |
| La Papesse                                                    | Mario Mercier         | 1975             | France             |
| La Lame infernale (La polizia chiede aiuto)                   | Massimo Dallamano     | 1974             | Italie             |
| Mais ne nous délivrez pas du mal                              | Joël Séria            | 1971             | France             |
| Soirée Rigolo-Trash                                           |                       |                  |                    |
| Elmer le remue-méninges (Brain Damage)                        | Frank Henenlotter     | 1988             | États-Unis         |
| Séance (grands) enfants                                       |                       |                  |                    |
| Le Dirigeable volé (Ukradenà Vzducholod)                      | Karel Zeman           | 1967             | République tchèque |
| Le Sortilège des trois lutins (Pohàdka o Honzikovi a Marence) | Karel Zeman           | 1980             | République tchèque |
| Documentaire                                                  |                       |                  |                    |
| Llik your idols                                               | Angélique Bosio       | 2007             | France             |
| Film d'amour non simulé                                       |                       |                  |                    |
| Jours tranquilles à Clichy (Stille Dage I Clichy)             | Jens Jorgen Thorsen   | 1970             | Danemark           |
| Film de clôture                                               |                       |                  |                    |
| La Nuit des horloges                                          | Jean Rollin           | 2007             | France             |

### Prix
- L'Étrange Prix du public courts métrages : Berni's Doll de Yann Jouette.